# Sturm-Infanteriegeschütz 33B
Le Sturm-Infanteriegeschütz 33B ou StuIG 33B est un canon d'assaut automoteur allemand utilisé pendant la Seconde Guerre mondiale.
Les sources diffèrent quant à l'histoire du développement. Les historiens Chamberlain et Doyle disent que le constructeur Alkett a été ordonné en juillet 1941 à convertir une douzaine de châssis de Sturmgeschütz III Ausf. E et que ces derniers ont été achevés en décembre 1941 et janvier 1942 - mais pas délivrés. Le 20 septembre 1942, une douzaine supplémentaires de Sturmgeschutz III ont été commandés à convertir, et les véhicules existants ont été reconstruits. Les historiens Trójca et Jawitz soutiennent que tous les vingt-quatre exemplaires ont été construits par Alkett à partir de septembre 1942 sur des châssis réparés de Sturmgeschütz III Ausf. B, C, D et E.

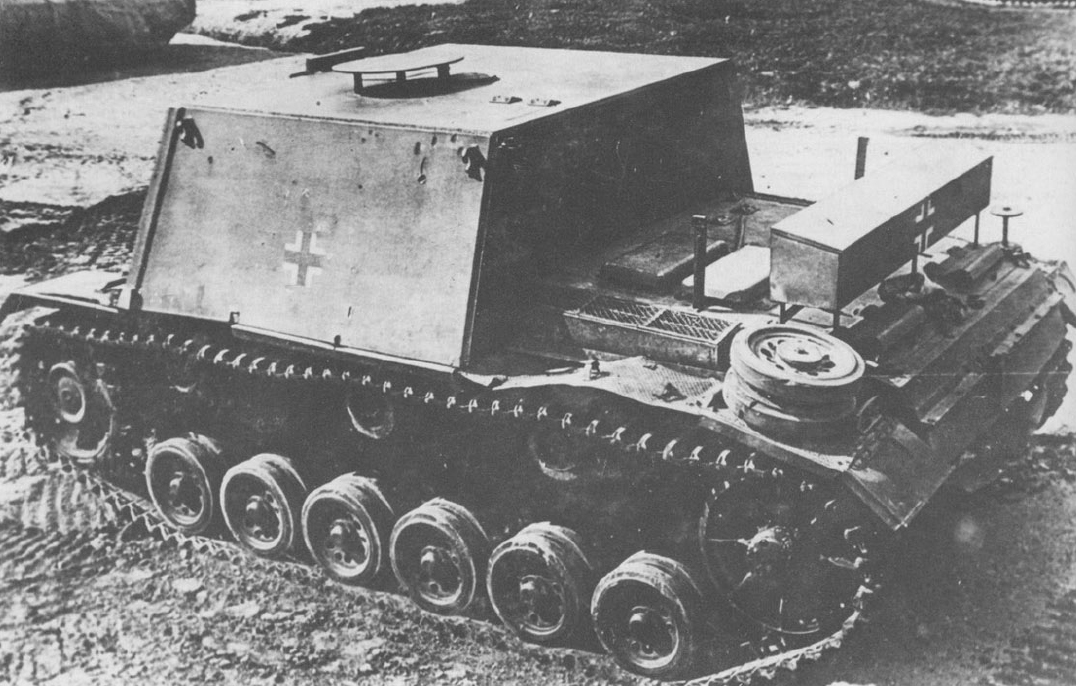
Sturm-Infanteriegeschütz 33B à Stalingrad

La première douzaine a été livrée à la fin d'octobre 1942 et affecté aux bataillons de canons d'assaut Sturmgeschütz-Abteilungen 177 et 244, combattant à Stalingrad. La douzaine d'autres véhicules n'a pas pu être livré aux Sturmgeschütz-Abteilungen 243 et 245, combattant aussi à Stalingrad, après que les soviétiques ont entouré la 6e armée allemande le 21 novembre. Au lieu de cela, les véhicules ont formé le Sturm-Infanterie-Geschütz-Batterie/Lehr-Bataillon XVII (Batterie de canon d'assaut d'infanterie/Bataillon de formation). Le bataillon a été affecté à la 22. Panzer-Division que les Allemands ont envoyé pour soulager la 6e armée piégée. La Division a été pratiquement éliminée dans les combats et la batterie a été affecté à la 23. Panzer-Division où il est devenu le Sturm-Infanterie-Geschütz-Batterie/Panzer-Regiment 201 (également connu sous le nom de 9. Kompanie/Panzer-Regiment 201) pour le reste de la guerre. Le dernier rapport à les mentionner énumère cinq autres exemplaires en septembre 1944.
Un seul survit à la Collection de recherche du Musée des blindés de Kubinka en Russie.

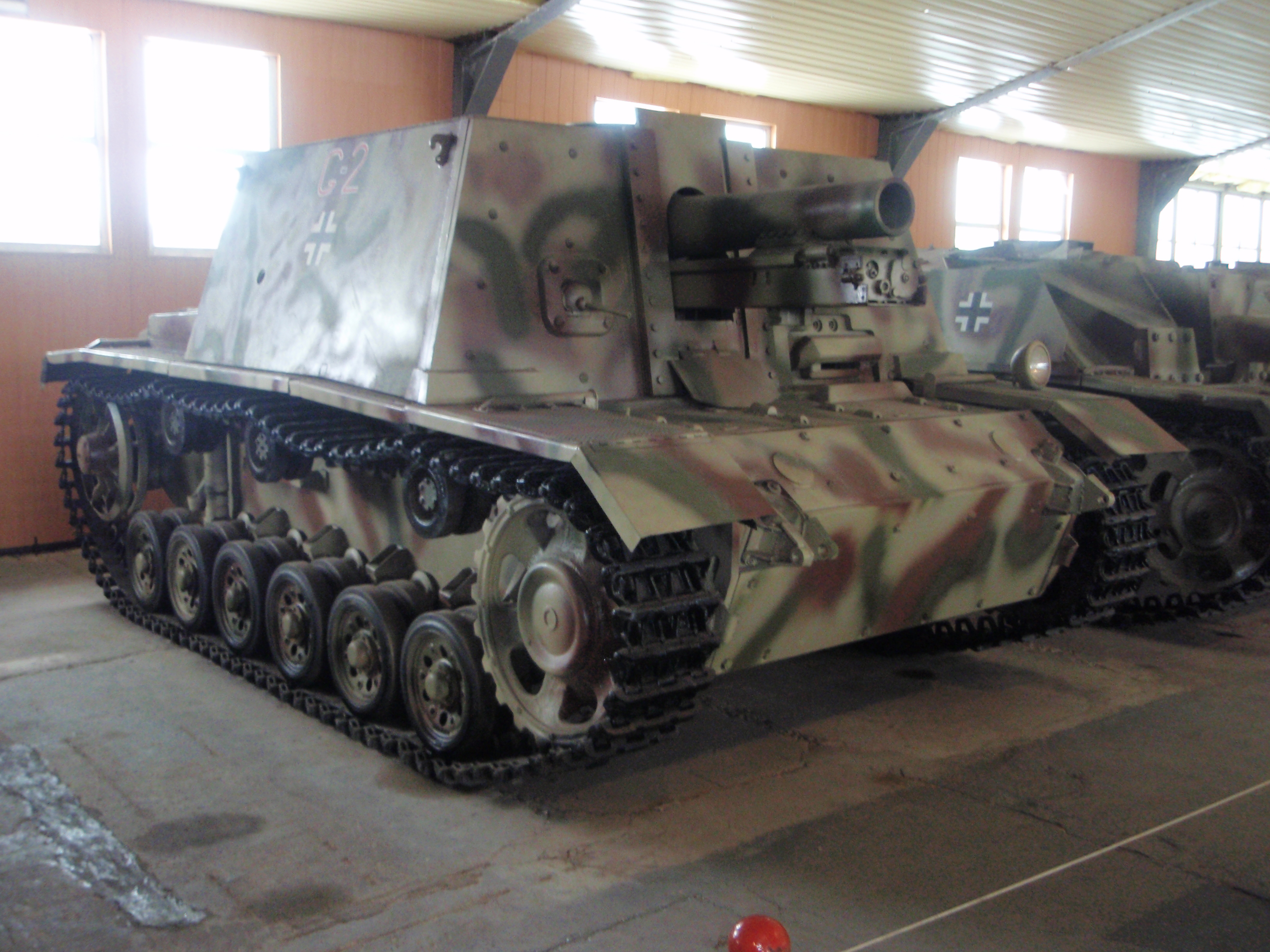
StuIG 33B au musée de Kubinka